# Бгапа пітха

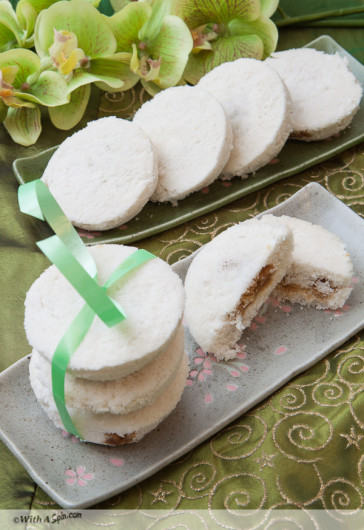
Бгапа пітха

Бгапа пітха — це різновид рисових коржів, що походять переважно зі східної частини Індійського субконтиненту, що включає Бангладеш, Східну та Північно-Східну Індію. Бгапа пітха вважається традиційною зимовою стравою в Бангладеш. Це пропарений рисовий пиріг зі свіжозмеленого рисового борошна. Начинка складається з кокосової та фінікової патоки. Мелясу можна замінити коричневим цукром або джаггері.

## Інгредієнти
- Подрібнене рисове борошно
- Меляса
- Кокоси